# Quimey Ramos
Quimey Ramos (La Plata, 1995) es una activista, docente e investigadora argentina. Creadora de la primera Red Nacional de Docentes Trans de su país.

## Biografía
Ramos nació en 1995. En su niñez comenzó a construir una dimensión docente y política a través de su familia: sus padres, eran docentes y la introdujeron tempranamente en los libros, la política y el estudio; así mismo, su tío-abuelo (militante del Partido Comunista Marxista-Leninista) y tía-abuela son personas detenidas desaparecidas durante la dictadura cívico-militar argentina autodenominada Proceso de Reorganización Nacional, a su vez que otros familiares se encuentran en el exilio. Parte de su crianza fue yendo a jugar a la casa de Alicia Zubasnabar de De la Cuadra, fundadora de Abuelas de Plaza de Mayo, ya que su hija Soledad De La Cuadra, está casada con uno de los hermanos de su abuela, lo cual fue para ella "parte de su historia familiar".
En su escuela fue líder y presidente del centro de estudiantes.
Es cuarta generación de docentes en su familia, desempeñándose como maestra de la asignatura inglés de escuela primaria. En noviembre de 2016, su imagen tomó notoriedad en la comunidad educativa y en distintos medios de comunicación, cuando a mediados del ciclo escolar, comenzó su transición de género.
Un año después perdió su cargo docente debido a una disposición gubernamental que restringía su puesto como docente suplente. Fue en ese momento por medio de Marlene Wayar que le es ofrecida una vacante en la Secretaría Académica del Bachillerato Popular Travesti – Trans Mocha Celis, donde ofrecen desde el 2012, en un entorno seguro sin discriminación, educación para personas adultas y adolescentes travestis, transexuales, transgénero y no binarias que necesitan finalizar sus estudios. Allí se desempeña como docente de Inglés y Género, y como parte del equipo directivo.
También trabaja como investigadora en el equipo de la Agenda transversal feminista del Centro de Estudios Legales y Sociales (CELS).

## Militancia

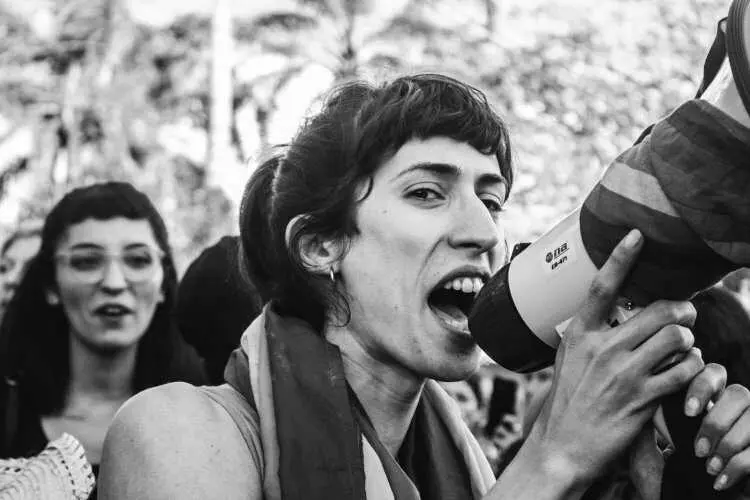
Quimey Ramos en una manifestación en 2018

Quimey Ramos es una activista por los derechos travesti-trans, influenciada por Lohana Berkins, Diana Sacayán y Marlene Wayar.
Su militancia está focalizada generalmente en las problemáticas de la comunidad trans, travestis; como en el reclamo de su derecho a la identidad, al acceso al trabajo y la educación, y a la no discriminación, la creación de las leyes que las regulen, su implementación y las violaciones de las mismas. Ramos es una defensora de la visibilización de las realidades travestis trans para promover socialmente la ampliación de oportunidades laborales más allá del trabajo sexual.
Ramos brinda talleres y encuentros de diálogo en diversas universidades y provincias del país, con docentes y la comunidad educativa bregando por una educación con perspectiva de género y diversidad sexual enmarcada en la Educación sexual integral.
En noviembre de 2018 organizó el 1° Encuentro Nacional de Docentes Trans, desarrollado en la Ciudad de Buenos Aires, donde se reunieron docentes de Salta, Santa Fe, Córdoba, Neuquén, Río Negro, CABA, Buenos Aires, entre otras.
Ramos forma parte de la Agrupación de autoconvocadxs por Tehuel, quienes reclaman por el caso de la desaparición de Tehuel de la Torre.
También participa con regularidad como columnista escribiendo notas para la Revista SOY de Página/12 y para la Agencia Presentes.

### Denuncias personales
En 2017, denunció violencia institucional y el incumpliendo de la Ley de identidad de género argentina, al serle rechazada la licencia médica laboral por intervenciones quirúrgicas que se realizó a razón de su adecuación de identidad percibida; cuyos médicos laborales alegaban que en su caso la intervención era estética.
En 2022, el Juzgado Civil y Comercial Federal N°.7, falló a favor de Quimey Ramos como denunciante de su prepaga de salud OSDE, la cual se negaba a brindar la cobertura de las solicitudes de intervenciones quirúrgicas de feminización facial, ya que ella había cumplido con los plazos y requisitos correspondientes. La prepaga quería además facturarle un incremento del 800% en concepto de cuota diferencial por supuesto ocultamiento en su declaración jurada.

## Libros
- 2020: Lo femenino en debate: El psicoanálisis conversa con los feminismos. Coautora.